# Tadeusz Piguła
Tadeusz Andrzej Piguła, né le 10 août 1952 à Konin, est un escrimeur polonais, pratiquant le sabre.

## Biographie
Tadeusz Piguła est un sabreur polonais triple médaillé des championnats du monde, champion d'Europe et triple champion de Pologne.
Il a participé à deux reprises aux Jeux olympiques d'été, en 1980 et 1988.

## Palmarès

### Jeux olympiques d'été
- Jeux olympiques de 1980 à Moscou,  Union soviétique
  - 4e au sabre par équipes
- Jeux olympiques de 1988 à Séoul,  Corée du Sud
  - 5e au sabre par équipes
  - 12e au sabre en individuel

### Championnats du monde d'escrime
- Vice-Champion du monde par équipe en 1986 à Sofia
- Médaille de bronze par équipe en 1979 à Melbourne, en 1981 à Clermont-Ferrand

### Championnats d'Europe d'escrime
- Champion d'Europe en individuel en 1982 à Mödling devant son compatriote Andrzej Kostrzewa et Champion d'Europe par équipes la même année.

### Championnats de Pologne d'escrime
- Champion de Pologne à trois reprises (1981, 1984, 1985).